# Siemianowice Śląskie Wąskotorowe
Siemianowice Śląskie Wąskotorowe – zlikwidowana wąskotorowa stacja kolejowa w Siemianowicach Śląskich, w województwie śląskim, w Polsce.